# Synagogenbezirk Hohenlimburg
Der Synagogenbezirk Hohenlimburg mit Sitz in Hohenlimburg, heute ein Stadtteil von Hagen in Nordrhein-Westfalen, wurde nach dem Preußischen Judengesetz von 1847 geschaffen.
Zum Synagogenbezirk gehörten neben der jüdischen Gemeinde Hohenlimburg auch die Gemeinden in Berchum, Letmathe und Oestrich.